# Andreas Karch (Priester)
Andreas Karch (* 27. Dezember 1913 in Haunstetten; † 14. Juli 1972) war ein deutscher römisch-katholischer Priester und Liedtexter.
1940 wurde er zum Priester geweiht. Danach war er Kaplan in Roth und Ingolstadt, Domvikar und Domprediger am Dom zu Eichstätt und von 1953 bis 1972 Religionslehrer am Gabrieli-Gymnasium Eichstätt.
1949 textete er das fünfstrophige Marienlied Du Mutter dreimal wunderbar auf die Melodie von Wir wollen alle fröhlich sein. Es ist im Anhang des Gotteslobs für das Bistum Eichstätt als Nummer 851 abgedruckt und ist das Wallfahrtslied zur Mater Ter Admirabilis im Ingolstädter Liebfrauenmünster.